# Efisio Falqui Pes
Efisio Falqui Pes (Tempio Pausania, 12 luglio 1790 – ...) è stato un ufficiale italiano appartenente al Reggimento "Cavalleggeri di Sardegna" decorato di Medaglia d'oro al Valor Militare.

## Biografia
Nel 1808 si arruolò volontario nei Dragoni di Sardegna e, l'anno successivo, fu nominato cadetto nel Reggimento Cavalleggeri di Sardegna, appena costituito per il servizio di pubblica sicurezza sull'isola. Nel maggio 1816 fu promosso sottotenente e trasferito nel Corpo dei Cacciatori Reali di Sardegna. Nel 1822 ottenne il grado di luogotenente e, nel luglio 1823, entrò a far parte del Corpo dei Carabinieri Reali, in seguito alla soppressione del Corpo dei Cacciatori Reali e alla creazione di una divisione dei Carabinieri distaccata in Sardegna.
Nel 1829 fu promosso capitano e, nel 1833, assegnato al ruolo di comandante di piazza a Oristano. In tale funzione, che prevedeva la responsabilità della pubblica sicurezza e della polizia militare sotto l'autorità dei governatori delle piazzeforti, si distinse per le sue doti di fermezza e abilità, in particolare nella lotta al brigantaggio, fenomeno ancora diffuso nell’isola a causa dell'eredità del dominio spagnolo e dei recenti disordini politico-militari.
Nel 1835, in seguito all'abolizione dei feudi decretata dal sovrano, si registrarono in alcune aree della Sardegna episodi di agitazione e ribellione, talvolta sfociati in azioni criminali. Durante tali disordini, Falqui promosso maggiore nel gennaio 1836 e ancora in servizio a Oristano si distinse nella notte tra il 12 e il 13 febbraio 1836, quando affrontò personalmente un gruppo di banditi penetrati nell’abitazione dell’intendente militare della marina con l’intento di sottrarre fondi pubblici. L’azione si concluse con la fuga dei malviventi e la sventata rapina, pertanto gli venne concessa la medaglia d'oro al Valor Militare.
Nel 1839 fu trasferito al comando della piazza di Cagliari. L'anno successivo fu promosso luogotenente colonnello e assegnato a Nuoro. Il 28 aprile 1848 fu dispensato dal servizio attivo e collocato nella riserva.